# Dongincheon-dong
Dongincheon-dong (koreanska: 동인천동)  är en stadsdel i staden Incheon i den nordvästra delen av Sydkorea, 32 km väster om huvudstaden Seoul. Den ligger i stadsdistriktet Jung-gu. 